# Jara (Asunción)
El Barrio Jara se encuentra a unos minutos del centro de Asunción, la capital de Paraguay. Está delimitado por la avenida Brasilia al este, por la avenida General Santos al oeste, por la avenida Artigas al norte y por las calles República de Siria, Ayala Velázquez y Libertad al sur.

## Colegios
Este barrio de Asunción cuenta con varios colegios como:
- Colegio Nuestra Señora del Huerto
- Colegio Privado San Ramón
- Colegio Parroquial Virgen de Fátima
- Colegio Bautista Juan Amos Comenio
- Colegio Nacional Mariscal Francisco Solano López
- Colegio Nacional Paraguayo Japonés
- Colegio San Pío X
- Colegio Francés
- Colegio de la Universidad Americana

## Historia

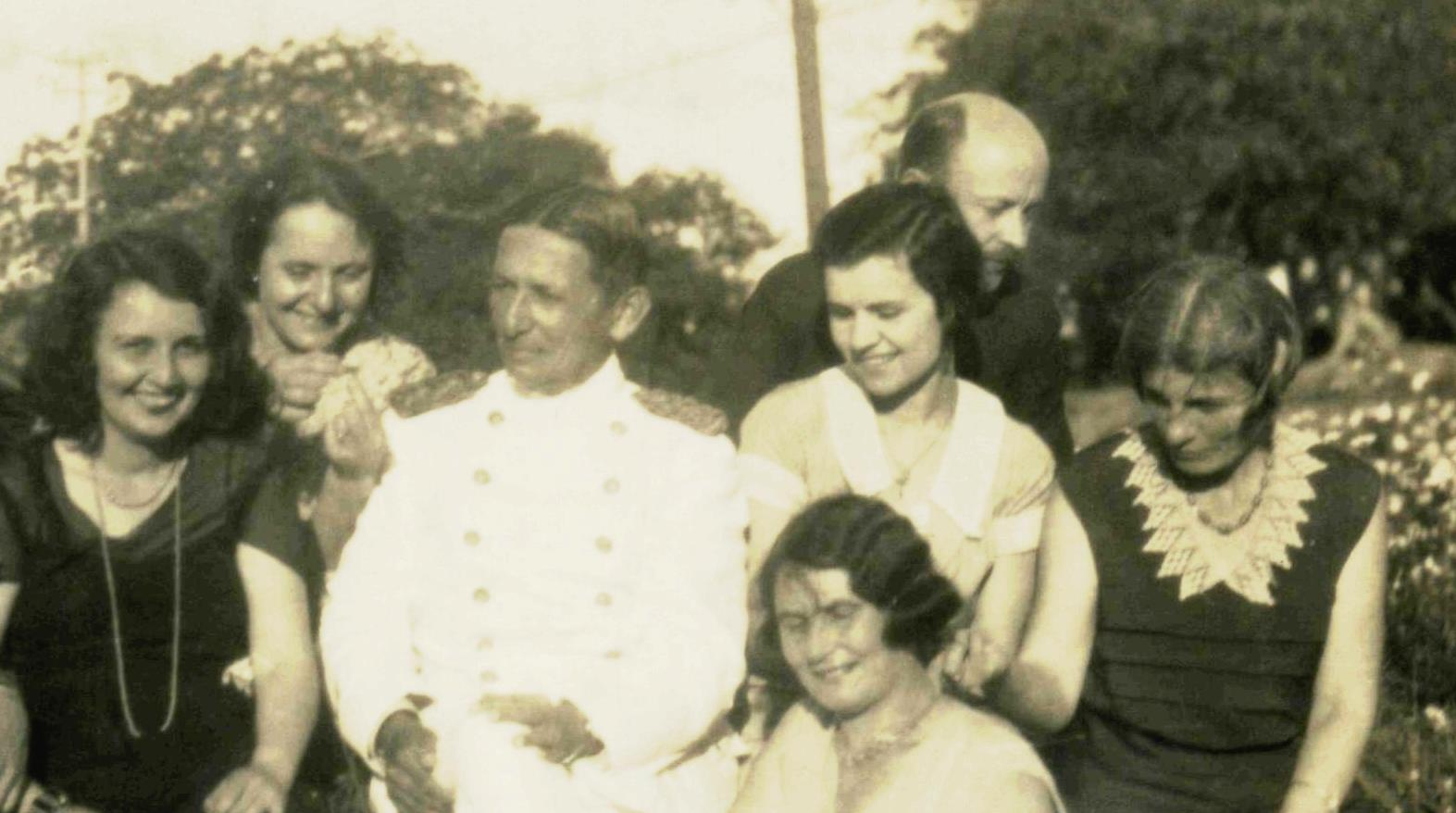
El general Manuel Rojas Acosta y su esposa Frieda Siemer (primera de la derecha)

Sus Inicios: El actual Barrio Jara, antiguamente "Quinta Jara", era una extensa propiedad del  Doctor Juan Antonio Jara Pereira nació en Asunción hacia 1845, en el seno de una rica familia de terratenientes. Estudió en París, donde se recibió de abogado, y regresó al país al finalizar la Guerra de la Triple Alianza, pasando a activar en la política local. Se dedicó al periodismo y a la actividad comercial. Ocupó la titularidad de varias secretarías de Estado (Relaciones Exteriores, Justicia, Culto e Instrucción Pública y Hacienda). Acompañó al general Bernardino Caballero en la vicepresidencia de la República para el periodo 1882-1886, pero pronto rompió con el Gobierno y se pasó a la oposición a participar de una conspiración dirigida a eliminar físicamente al presidente, pero que fue frustrada a tiempo. Fue uno de los fundadores del Partido Liberal y murió unos meses después de aquel acto inaugural, en 1887.
Casado con Marcelina Martínez,

A principios del 1900 comenzó a ser loteada y una de las primeras residencias construidas fue la antigua "Villa Frieda" propiedad del General Manuel Rojas Acosta sita en la actual calle Pitiantuta antiguamente denominada Marcelina Martínez, en recuerdo de la esposa del Dr. Juan Antonio Jara. En la foto de la derecha se encuentra el general Rojas Acosta acompañado de su esposa Frieda Catalina Siemer Bammel (primera de la derecha)

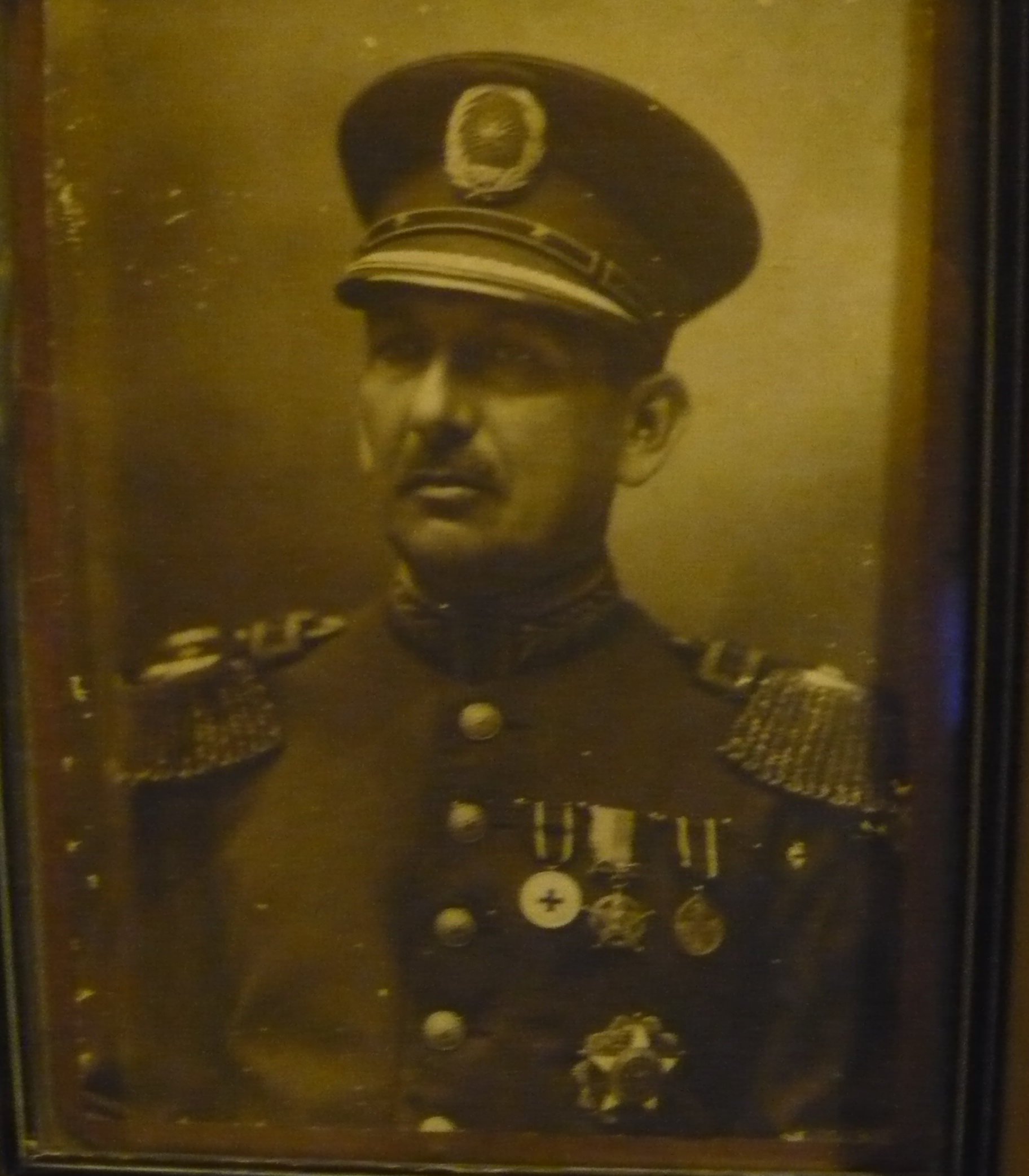
General Manuel  Rojas Acosta. Propietario de "Villa Frieda"
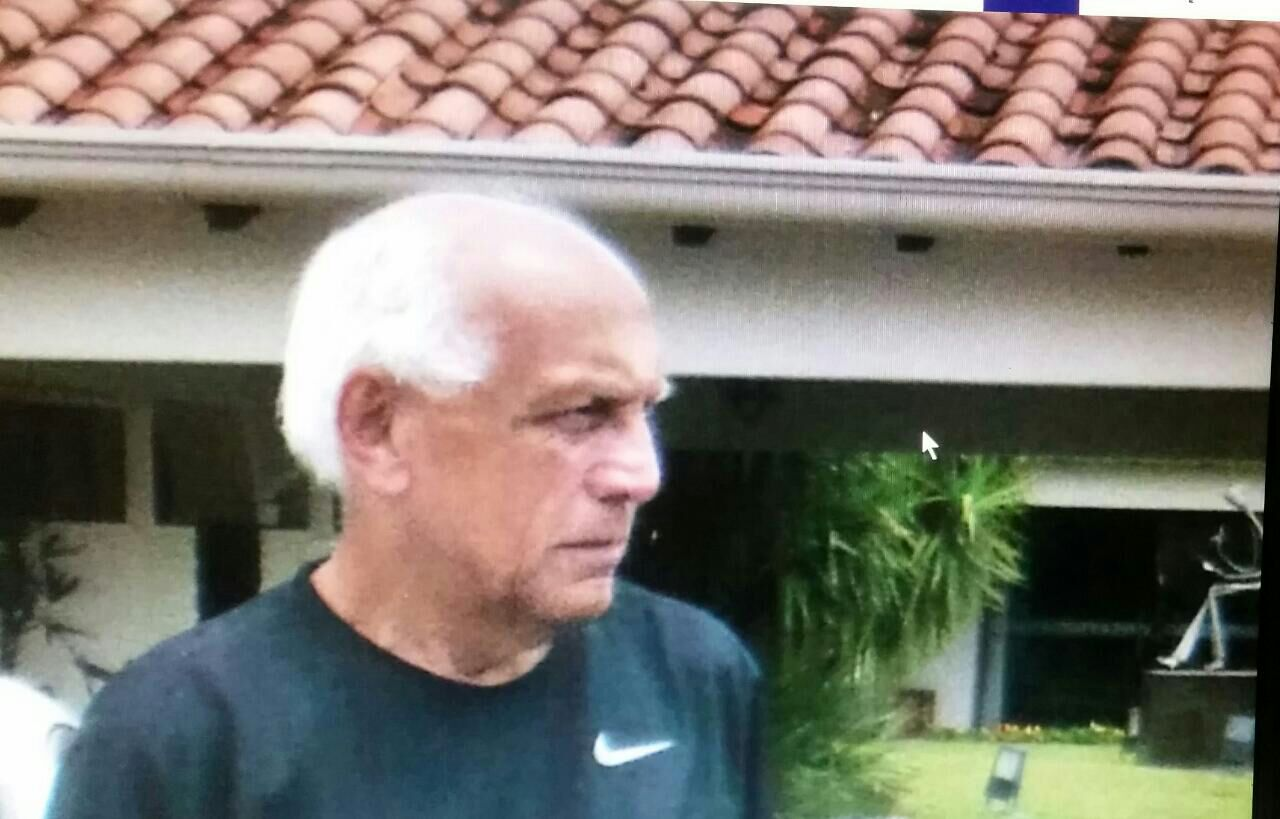
Doctor Guillermo Rojas Vía  -  Nacido en Villa Frieda el 17 de septiembre de 1943
al volante ...Benigno Rojas Acosta...de izq. a derecha: General Bernardino Caballero, coronel Juan Antonio Escurra, Dr. Telémaco Silvera y Dr. Virgilio Silveyra...al volante ...Benigno Rojas Acosta...de izq. a derecha: General Bernardino Caballero, coronel Juan Antonio Escurra, Dr. Telémaco Silvera y Dr. Virgilio Silveyra...

La operación inmobiliaria la continuó el hijo del matrimonio Jara-Martínez, don Tomás Antonio Jara Martínez, casado con doña Dalmacia Lafuente Isasi, abuelos maternos del presidente del Paraguay Horacio Manuel Cartes Jara 

## Actualidad
En la actualidad el Barrio Jara es habitada predominantemente por la clase media asuncena, además de contar con el paso de importantes avenidas, universidades y colegios, así como también una gran diversidad de centros comerciales y centros nocturnos.
El barrio cuenta con dos comisarías, la comisaría 9.ª metropolitana y la 19.ª metropolitana

## Características

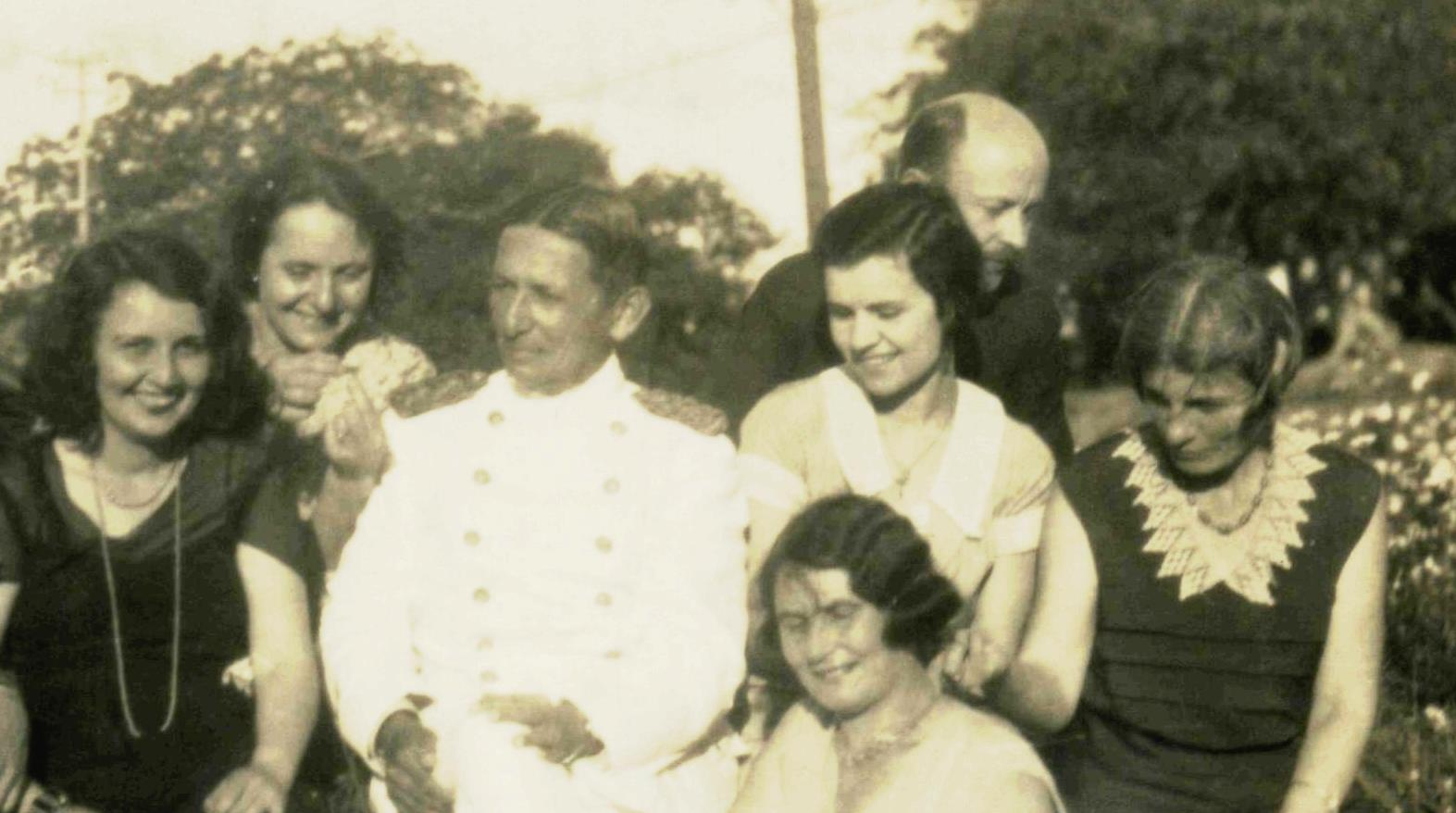
General Manuel Rojas Acosta y su esposa Frieda Siemer Bammel (primera de la derecha)

Sobre la avenida Brasilia (anteriormente  Olimpo) se encuentran varios locales comerciales, principalmente restaurantes, pubs, farmacias y supermercados.
En este barrio se encuentran hermosas casas modernas y casonas de la época colonial. Igualmente alberga plazas como la de Herminio Giménez y estadios de fútbol, antes de llegar a la Avda. Gral. Artigas nos encontramos con el histórico tren, el cual fue el primer tren hecho en Sudamérica, en la época de los López funcionaba y luego se había cerrado el tranvía en la época de González Macchi desde ese entonces dejó de funcionar y hoy a sus costados tenemos un índice de numerosos barrios marginales proliferan sobre las vías del desaparecido Ferrocarril Carlos Antonio López esta es una de las principales razones por las que el índice de delincuencia afecta a Barrio Jara.  En 1961  se denomina Juscelino Kubitschek a un tramo de la avenida Bruno Guggiari.

## Religiosamente cosmopolita
El barrio posee templos de algunas de las principales confesiones religiosas del país como:  El templo Mormón sobre la avda. España y Brasilia ...
- La Parroquia Espíritu Santo.
- La Iglesia Bautista.
- La Parroquia Virgen de Fátima
- La Parroquia Santa Librada